# Do The Best (阿杜專輯)
《Do The Best》是新加坡歌手阿杜第二张精选辑。于2008年1月8日发行。

## 曲目
1. 坚持到底
2. I… Do
3. 下雪
4. 抬起头
5. 一首情歌
6. 下雨的时候会想你
7. 你就像个小孩
8. 天黑
9. 天涯海角
10. 哈啰
11. 天天看到你
12. 祝你快乐
13. 他一定很爱你
14. 撕夜
15. Right Here Waiting
16. 活过 (電影《姨媽的後現代生活》主題曲)
17. 他一定很爱你 (Futurist Remix - Malaysia)
18. 下雪 (DJ Jet Remix)
19. 坚持到底 (Remix)